# Gotthilf
Gotthilf ist ein männlicher Vorname. Im deutschen Sprachraum kommt er auch als Familienname vor, und er bezeichnet auch einen Ort. 

## Varianten
- Gotthelf
- Helfgott

## Namenstag
- 26. Februar

## Bekannte Namensträger

### Vorname
- Gotthilf Bronisch (1900–1982), deutscher Rechtsanwalt
- Gotthilf Fischer (1928–2020), deutscher Chorleiter
- Gotthilf August Francke (1696–1769), deutscher Theologe und Pädagoge
- Gotthilf Hagen (1797–1884), deutscher Wasserbauingenieur
- Gotthilf Hempel (* 1929), deutscher Meeresbiologe
- Gotthilf Jaeger (1871–1924/1933), deutscher Bildhauer
- Gotthilf Kurth (1805–??), deutscher Fabrikant
- Gotthilf Link (1926–2009), deutscher Landwirt, Weingärtner und Politiker (CDU)
- Gotthilf August von Maltitz (1794–1837), deutscher Schriftsteller
- Gotthilf Ludwig Möckel (1838–1915), deutscher Architekt
- Gotthilf Sebastian Rötger (1749–1831), deutscher Pädagoge
- Gotthilf Schenkel (1889–1960), deutscher Theologe und Politiker
- Gotthilf Heinrich Schnee (1761–1830), deutscher Pfarrer und Schriftsteller
- Gotthilf Heinrich von Schubert (1780–1860), deutscher Arzt und Naturforscher
- Gotthilf Sellin (1844–1921), deutscher Historiker, Lehrer, Esperantist und Autor
- Gotthilf Friedrich Tilebein (1728–1787), deutscher Kaufmann, Weinhändler und Reeder
- Gotthilf Treuer (1632–1711), deutscher Dichter
- Gotthilf Vöhringer (1881–1955), deutscher Theologe
- Gotthilf Weisstein (1852–1907), deutscher Journalist, Schriftsteller und Bibliophiler
- Gotthilf Traugott Zachariae (1729–1777), deutscher Theologe

#### Gotthelf
- Gotthelf Bergsträßer (1886–1933), deutscher Orientalist
- Gotthelf Matthias Bronisch (1868–1937), niedersorbischer evangelischer Pfarrer und Sprachforscher
- Gotthelf August Eichler (1821–1896), deutscher Taubstummenlehrer
- Gotthelf Fischer von Waldheim (1771–1853), deutscher Zoologe, Anatom, Entomologe, Paläontologe, Geologe und Bibliothekar
- Gotthelf Leberecht Glaeser (1784–1851), deutscher Maler des Biedermeier
- Gotthelf Greiner (1732–1797), deutscher Glasmacher und Miterfinder des Porzellans
- Gotthelf Friedrich Oesfeld (1735–1801), deutscher Pfarrer und Chronist des Erzgebirges
- Gotthelf Schlotter (1922–2007), deutscher Bildhauer
- Gotthelf Wilhelm Christoph Starke (1762–1830), deutscher evangelisch-reformierter Theologe und Pädagoge
- Gotthelf Samuel Steinbart (1738–1809), protestantischer Theologe, Pädagoge und Philosoph der Aufklärung

### Familienname
- Ernst Gotthilf (1865–1950), österreichischer Architekt
- Leopold Gotthilf (1918–1999), deutscher Offizier

## Ortsname
- Gotthilf, Kreis Friedland/Bartenstein, Ostpreußen, ab 1945: Bożkowo in der Gmina Bartoszyce, Powiat Bartoszycki, Woiwodschaft Ermland-Masuren, Polen